# テレビ朝日アーク放送センター
テレビ朝日アーク放送センター（テレビあさひアークほうそうセンター）は、株式会社テレビ朝日が運営しているテレビスタジオ。 テレビ朝日映像と日本ケーブルテレビジョンの本社も入居している。東京都港区、赤坂と六本木にまたがる複合施設「アークヒルズ」内に立地。

## 概要

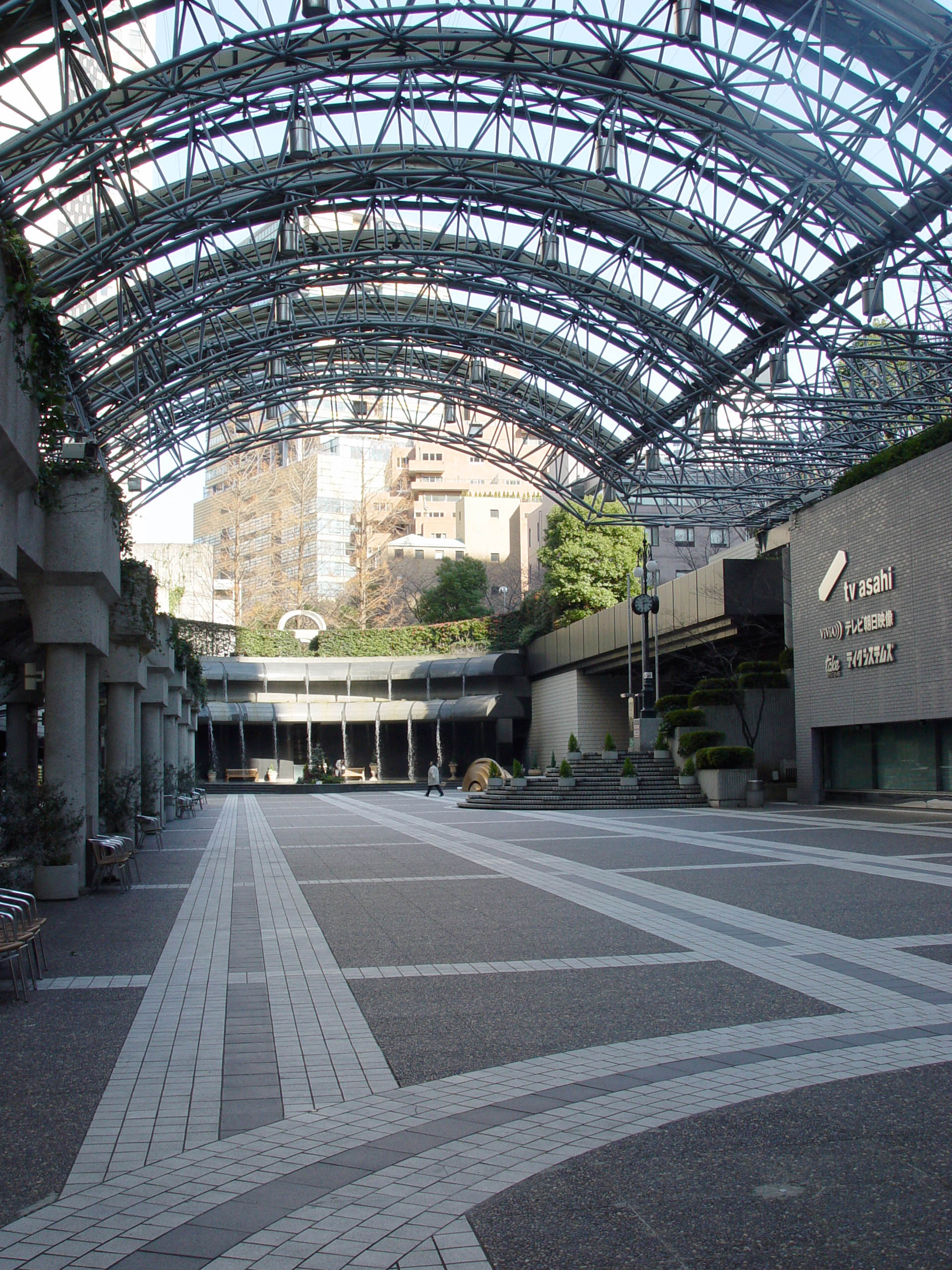
アーク・カラヤン広場の地下がテレビ朝日アーク放送センター

六本木に約3ヘクタールに及ぶ土地を所有していたテレビ朝日は、1970年代末から社屋を建て替える構想を描いていた。しかし、同地は住居地域に指定され六本木商店街とも近接し、テレビ朝日が望むような近代的なビルを建設するには、建ぺい率の問題から、用途地域指定を住居地域から商業地域へと変更することが必要で地権者との話し合いが必要だった。また敷地南側の住宅地は窪地で、曲がりくねった急勾配の狭い道路は、消防車も入れず、消火には表通りからホースをひっぱるか、テレビ朝日敷地内から放水するしかない。防災上、極めて危険な場所だった。
テレビ朝日は新社屋建設に関して、まず、港区に相談すると区は防災面で抱える問題点を含め周辺一帯の再開発を示唆した。しかし、関係者と協議して土地の最も有効な方法を見つけ出し、建て替えに着手するには相当な時間が必要とされた。他方、マスターおよび一部のテレビスタジオに関しては、すぐに更新が迫られている時間的制約があった。
そうした中、朝日新聞時代に有楽町から築地への東京本社移転をまとめた田代喜久雄テレビ朝日副社長（のち社長）と、アークヒルズの再開発を進める森ビルとの間で接触が持たれ、新社屋建設について森ビルが協力を約束。アークヒルズの設計を急遽変更してもらい、六本木六丁目の再開発期間中の移転先として、アークヒルズ内にテレビスタジオを組み込むことが決まった。スタジオに必要な面積をどうやって確保するかが課題となったが、スタジオ棟の約三分の二をアークヒルズのカラヤン広場の下に組み込み、地下にテレビスタジオを設けるという最適解を編み出した。このテレビスタジオの土地建物を、六本木六丁目のテレビ朝日の敷地の一部と交換して、テレビ朝日と森ビルは一緒に「六本木六丁目地区第一種市街地再開発事業」(六本木ヒルズ)に進むことになった。
1985年9月28日に完成した「テレビ朝日アーク放送センター」は、地上2階地下4階で構成され、約600㎡のスタジオ（Aスタジオ）、約400㎡のスタジオが2つ（B・Cスタジオ）、さらに約250㎡のニューススタジオ（Nスタジオ）が配された。ニューススタジオは、実際にニュースを制作している報道局との仕切りをなくし、報道部、政経部、社会部、外報部で取り囲む形とした。また、壁面の一部をガラス張りにすることで、外部からもスタジオが見えるようにし、一般に開かれた”新しい報道”を目指した。
スタジオの稼動は9月28日からとなり、当日は『ANNニュースセブン』がアーク放送センターからの最初の番組となった。アーク放送センターは主に報道と情報系生番組の制作で使用し、その他のバラエティ・音楽系などの番組は引き続き六本木センターを使用した。翌86年5月26日には、前月に竣工したアーク森ビルに本社機能も移転し、テレビ朝日本社ビルが完成までのおよそ17年間、本社機能を担った。
カラヤン広場は、社屋移転前まで『やじうまワイド』や『スーパーJチャンネル』など朝や夕方のニュース番組で天気予報などのロケ地として使われた。移転後の今日も『テレビ千鳥』などバラエティ番組のオープニング収録で広場が使われている。

### 再整備
2003年（平成15年）9月29日にテレビ朝日が竣工した本社ビルに移転後、アーク放送センターは再整備工事に入り、グループ会社のテレビ朝日映像とテイクシステムズが本社機能を移した。左上の看板部分は「10テレビ朝日」から「/tv asahi」・「VIVIA テレビ朝日映像」・「テイクシステムズ」に変更した。この際に1階の報道局に面していたニューススタジオはスタジオ機能を廃する形で閉鎖され、上記2社の事務所フロアに改装・供用されている。残った3つのスタジオは近代化工事を施した上でテイクシステムズ管理下の貸スタジオ（愛称「テイクスタジオARK」）として再オープンさせた。この時期は、テレビ朝日(系)以外の番組収録にも使用された。また、収録用スタジオへと変更される際に、テレビ朝日の現本社にある主調整室との接続を外しており、同スタジオの設備のみで生放送を行うことはできなくなっているが、スタジオ運用の都合上、まれに単発番組の生放送を行う場合もあることや、緊急時のバックアップを兼ねて、中継車を用意すれば現本社の主調整室と（本社内の副調整室を「受けサブ」として経由した上で）接続することが可能になっている。
その後、3つのスタジオは再びテレビ朝日の本社直轄に移行し、貸スタジオとしての運用は終了。現在は同局のバラエティ番組やドラマ番組の収録に特化し、事実上の「本社別館」として運用されている。これはテレビ朝日の現社屋にある汎用スタジオが実質3つしかなく、いずれも生放送の運用がありドラマ撮影に適したスタジオがないことも関係している。これに伴い、神宮前の:BSビル（原宿コロンブスビル）にてBS朝日・朝日ニュースター向けに使用していたスタジオは、13年秋までに閉鎖。テイクシステムズは、EXタワーに移転、代わって:BSビルから日本ケーブルテレビジョン（JCTV）が本社機能を移した。
2021年7月、ネット配信にも対応できるバーチャルスタジオ「ARK Streaming Studio」を開設。テレビ朝日映像が運営する。

## スタジオ詳細

### Aスタジオ
HD／SD対応・190坪

#### 現在Aスタジオを使用する主な番組
- アメトーーク!
- ザワつく!金曜日
- 中居正広のキャスターな会
- 有吉クイズ
- 爆笑問題の検索ちゃん 芸人ちゃんネタ祭り

そのほかドラマ収録で活用。

#### 以前Aスタジオを使用していた主な番組
- ニュースステーション
- やじうまワイド
- あるある議事堂
- 世界・ふしぎ発見!（TBSテレビ）
- 8時です!みんなのモンダイ（TBSテレビ）※SD
- クイズ!日本語王（TBSテレビ）※SD
- 笑いの金メダル（ABCテレビ）
- 島田紳助がオールスターの皆様に芸能界の厳しさ教えますスペシャル!（読売テレビ）
- 芸恋リアル（読売テレビ）
- 今夜はシャンパリーノ（読売テレビ）
- 幸せって何だっけ 〜カズカズの宝話〜（フジテレビ）
- 一攫千金ヤマワケQ! "責任者はお前だ!"（ABCテレビ）
- お笑い実力刃

### Bスタジオ
HD／SD対応・120坪
テレビ朝日の歴代昼番組で使用。

#### 現在Bスタジオを使用する主な番組
- 林修の今、知りたいでしょ!

#### 以前Bスタジオを使用していた主な番組
- ワイド!スクランブル
- がっちりマンデー!!（TBSテレビ）
- イシバシ・レシピ（TBSテレビ）
- ドリーム・プレス社（TBSテレビ）
- ハジメちゃん〜あなたの大人年齢は?〜（ABCテレビ）
- 食べて元気!ほらね（ABCテレビ）
- 夫婦交換バラエティー ラブちぇん（メ〜テレ）
- 川柳居酒屋なつみ
- 爆笑問題&霜降り明星のシンパイ賞!!

### Cスタジオ
HD／SD対応・125坪

#### 現在Cスタジオを使用する主な番組
- 徹子の部屋
- マツコ&有吉 かりそめ天国

#### 以前Cスタジオを使用していた主な番組
- モーニングショー
- スーパーモーニング
- スーパーJチャンネル
- こんにちは2時
- ネプ理科（TBSテレビ）
- マツコ&有吉の怒り新党
- さまぁ〜ず×さまぁ〜ず

### A・B・Cスタジオ共用番組
- ロンドンハーツ
- テレビ千鳥

### その他
- 激レアさんを連れてきた。
- おかずのクッキング
- かまいガチ

以上の番組はアーク放送センターで収録されているが、A・B・Cスタジオのどれかを使用しているかは不明。

### 注
1. ↑  ただし、 1990年代中頃から六本木ヒルズへの移転直前の時期には既にガラス部をセットなどを建て込んで塞いでいたため、外部からスタジオを観る事は不可能になっていた。
2. ↑  ただし、2004年2月8日までアナログ放送に限っては引き続きアーク放送センターの主調整室から送出を続けていた。
3. ↑  東京メディアシティ内にあるTBS→NHK砧スタジオも、アーク放送センターとほぼ同様の経緯を辿っている
4. ↑  BSビルに入居していたJCTVやBS朝日などテレビ朝日グループ各社は本社機能を六本木地区に移転し、同ビルは繊維専門商社・田村駒に売却。2014年11月28日より「田村駒東京本社ビル」に改称した